# Valerian Gracias
Valerian Gracias (23 d'octubre de 1900, Karachi, Índia britànica – 11 de setembre de 1978, Bombai, Índia) va ser un cardenal catòlic indi. Serví com a arquebisbe de Bombai entre 1950 fins a la seva mort; i va ser elevat al Col·legi Cardenalici el 1953 pel Papa Pius XII.

## Biografia
Valerian Gracias va néixer a Karachi, fill de José i Carlota Gracias. Els seus pares eren de Dramapur/Navelim, Goa, treballadors a Karachi. Va estudiar a l'Institut de Sant Patrici de Karachi, després al seminari de Mangalore i després al Seminari Pontifici de Kandy, a Ceilan, on va obtenir el doctorat en teologia, acabant els estudis a la Pontifícia Universitat Gregoriana de Roma. Va ser ordenat prevere el 3 d'octubre de 1926 a Kandy. Inicialment prestà el seu ministeri a Bandra. Entre 1929 i 1937 va ser secretari de l'arquebisbe de Bombai Joachim Lima SJ i canceller diocesà de l'arquebisbat de Bombai.
Entre 1937 i 1946 continuà la seva activitat a l'arquebisbat de Bombai, dedicant-se particularment als diaris catòlics. Al desembre de 1941 va ser el primer indi que va ser nomenat rector de la Catedral del Sant Nom de Bombai. El 16 de maig de 1946 va ser elegit bisbe titular de Tenneso i bisbe auxiliar de Bombai. Va ser consagrat bisbe el 29 de juny d'aquell any per Thomas Roberts SJ, arquebisbe de Bombai com a consagrador principal, amb els bisbes com a Victor Fernandes i Thomas Pothacamury co-consagradors.
El 4 de desembre de 1950 va ser promogut a arquebisbe de Bombai. Quatre dies després, el 8 de desembre, presencià a Roma la proclamació del dogma de la Immaculada Concepció. El papa Pius XII l'elevà al rang de cardenal durant el consistori del 12 de gener de 1953, sent el primer cardenal indi. El 15 de gener rebé el títol cardenalici de Santa Maria in Via Lata, diaconia elevada a títol pro illa vice. Gracias va ser considerat com a conservador.
Va presidir la Conferència Episcopal de l'Índia entre 1954 i 1972. Participà en el conclave de 1958 que elegí el Papa Joan XXIII i al de 1963 que elegí a Pau VI. Assistí al Concili Vaticà II (1962-1965), i conjuntament amb Joseph Ritter, assistí a Grégoire-Pierre Agagianian en el lliurament dels missatges de clausura del Concili el 8 de desembre de 1965. Caient malalt de càncer al maig de 1978, no va poder participar en el d'agost de 1978, que elegí a Joan Pau I. Va morir a Bombai l'11 de setembre, sent sepultat a la catedral de la ciutat.
El 26 de gener de 1966 va rebre el prestigiós premi Padma Vibhushan.